# Hussein Beg Dasini
Hussein Beg Dasini oder Hisên Begê Dasinî (* im 15. Jahrhundert; † nach 1534 in Istanbul) war ein jesidischer Fürst im 16. Jahrhundert.

## Herkunft und Familie
Über das Leben von Hussein Beg Dasini ist nur wenig bekannt, die einzige schriftliche Quelle über ihn ist die Scherefname von Şerefhan aus dem Jahr 1597.
Laut Şerefhan stammt Hussein Beg Dasini aus einer alten jesidischen Fürstenfamilie, aus der bis heute das weltliche Oberhaupt aller Jesiden hervorgeht und herrschte über Schaichān und Sindschar. Nach mündlichen jesidischen Überlieferungen stammt der Stammvater dieser Fürstenfamilie aus Chorasan und war ein Zeitgenosse des jesidischen Heiligen Scheich Adi.
Er ist ein Vorfahre von Mir Tahsin Saied Beg.

## Als Fürst von Soran
Süleyman I. überreichte im Jahr 1534 das Vilâyet Soran mit dem Sandschak Erbil an Hussein Beg Dasini. Zuvor herrschte der kurdische Fürst Izz ad-Din Scher, ein Angehöriger der traditionellen Fürstenfamilie von Soran, über Soran, wurde jedoch von Süleyman I. hingerichtet.
Ein Neffe Schers, Emir Sayf ad-Din, griff mehrmals Hussein Beg Dasini an, wurde aber jedes Mal geschlagen. Emir Say ad-Din flüchtete zum kurdischen Fürsten von Ardalan. Die erhoffte Unterstützung blieb jedoch aus, weshalb Emir Sayf ad-Din nach Soran zurückkehrte. Zu der Zeit war Hussein Beg Dasini nicht anwesend.
Emir Say ad-Din konnte den Großteil der dortigen kurdischen Stämme an seine Seite ziehen und griff mit einer großen Anzahl an Kämpfern Erbil an und eroberte es in der sogenannten Schlacht um Erbil.

## Hinrichtung
Als Süleyman I. von dieser Niederlage erfuhr, ließ er Hussein Beg Dasini nach Konstantinopel (Istanbul) beordern, wo er zum Tode verurteilt und hingerichtet wurde. Das genaue Jahr ist nicht bekannt.

## Nach seinem Tod
Nach dem Tod von Hussein Beg Dasini und der Verlust ihrer Herrschaft verschlechterte sich die Situation der Jesiden erheblich. Zumal entwickelte sich zwischen den Jesiden und den kurdischen Stämmen bzw. Muslimen aus Soran eine große Feindschaft und es kam vermehrt zu kriegerischen Auseinandersetzungen. Die Jesiden konnten in den Kämpfen zwar die Oberhand behalten, waren aber spätestens nach der berüchtigten Fatwa von Mehmed Ebussuud Efendi im Jahr 1545, der die Tötung und Versklavung der Jesiden unter anderem religiös legitimierte, eine große Welle an Verfolgung ausgesetzt.